# Голубев, Леонид Алексеевич
Леонид Алексеевич Голубев (1912—1991) — майор Советской Армии, участник Великой Отечественной войны, Герой Советского Союза (1944).

## Биография
Леонид Голубев родился 30 мая 1912 года в деревне Темешево в крестьянской семье. В 1931 году окончил строительный техникум, после чего работал строителем. В 1934 году Голубев был призван на службу в Рабоче-крестьянскую Красную Армию. В 1938 году окончил военную школу штурманов. С первого дня Великой Отечественной войны — на её фронтах. Служил в Авиации дальнего действия СССР, летал на самолётах «ТБ-3» и «Ли-2». Производил бомбардировку вражеских объектов в районе Пскова, Великих Лук, Ржева, Воронежа, Сталинграда. Участвовал в Курской битве, битве за Днепр. Многократно вылетал на освещение вражеских объектов специальными бомбами.
К октябрю 1943 года капитан Леонид Голубев был штурманом отряда 7-го гвардейского авиаполка АДД 54-й авиационной дивизии 5-го авиационного корпуса дальнего действия. К тому времени он совершил 191 боевой вылет на бомбардировку объектов противника в его тылу.
Указом Президиума Верховного Совета СССР от 13 марта 1944 года за «образцовое выполнение боевых заданий командования на фронте борьбы с немецкими захватчиками и проявленные при этом отвагу и геройство» гвардии капитан Леонид Голубев был удостоен высокого звания Героя Советского Союза с вручением ордена Ленина и медали «Золотая Звезда» за номером 3612.
Принимал участие в снятии блокады Ленинграда, освобождении Прибалтики, Белорусской ССР, Польши, бомбардировках Берлина. В августе 1945 года участвовал в советско-японской войне. В 1948 году Голубев окончил Высшие авиационные курсы. В 1951 году в звании майора он был уволен в запас. Проживал и работал в Рязани. Скончался 20 марта 1991 года, похоронен на Скорбященском кладбище Рязани.
Был также награждён орденом Красного Знамени, двумя орденами Отечественной войны 1-й степени, двумя орденами Красной Звезды, медалями.